# Mareil-Marly
Mareil-Marly là một xã của Pháp, nằm ở tỉnh Yvelines trong vùng Île-de-France.
Người dân ở đây trong tiếng Pháp gọi là Mareillois.

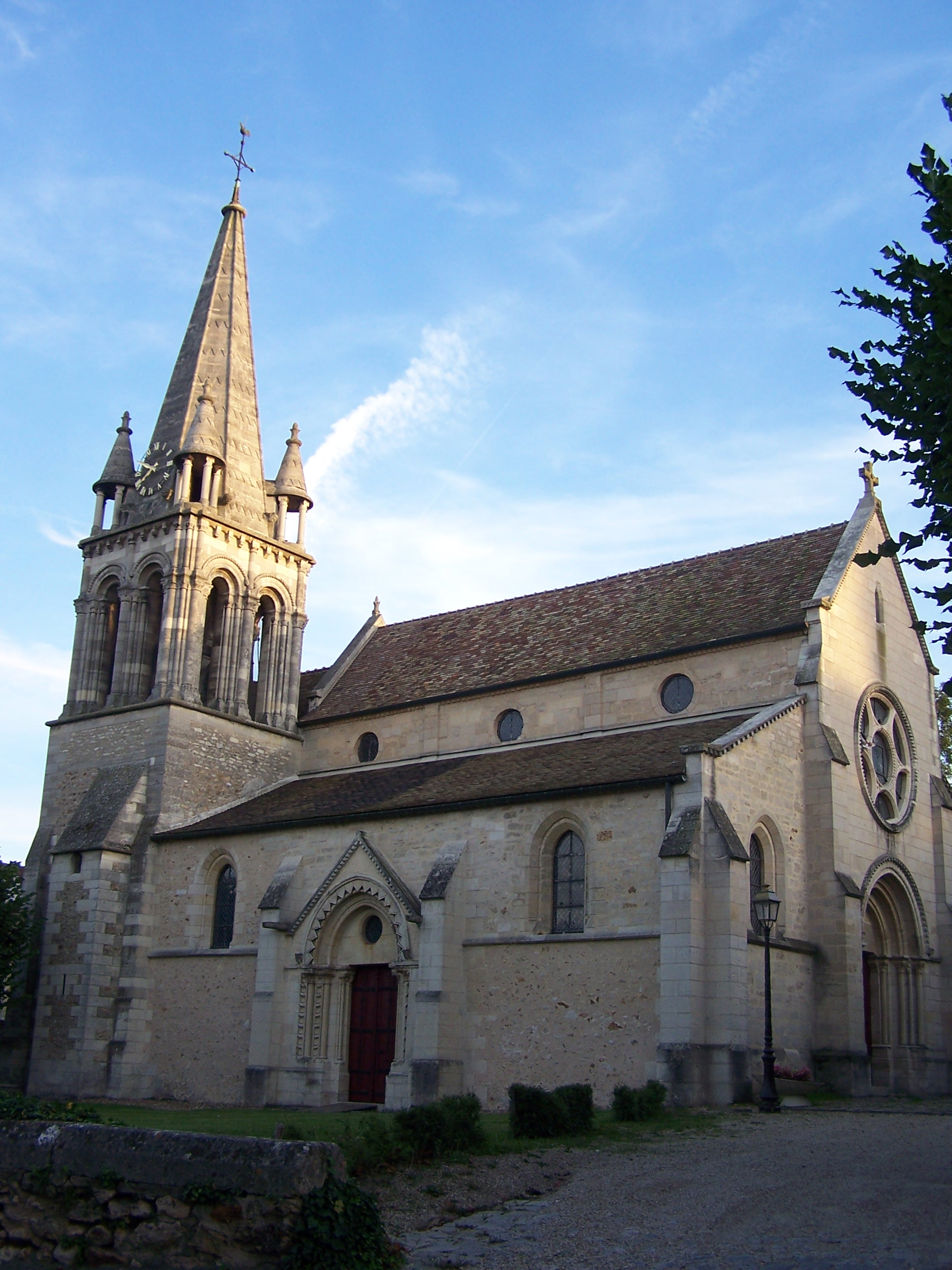
Nhà thờ Saint-Étienne

Các xã giáp ranh: Saint-Germain-en-Laye về phía bắc, Le Pecq về phía đông bắc, Marly-le-Roi về phía đông nam, L'Étang-la-Ville về phía tây nam và Fourqueux về phía tây bắc.